# 生瀬橋 (宮城県)
生瀬橋（おいせばし）は、宮城県仙台市で広瀬川にかかる橋で、宮城県道31号仙台村田線（旧国道48号）を通す。名称は、架橋当時の名取郡生出村（おいで）と宮城郡広瀬村とを繋ぐ橋であることに由来する。
1939年に初めて架けられ、1977年にもう一本架けて併用する。新旧の橋の間は金網で塞がれている。橋の左岸にあたる北側が青葉区郷六、右岸南側が青葉区折立である。1939年の橋は長さ72.20メートル、幅5.30メートルで、幅1.5メートルの人道橋が隣接する。1977年の橋は長さ90.20メートル、幅6.50メートルで、このうち幅2メートルを歩道とする。

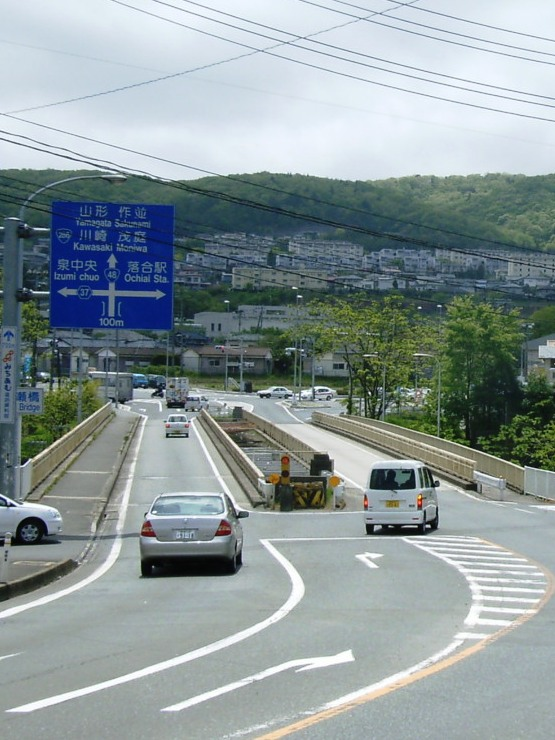
北岸から南を見る。橋の手前で右に出る道が宮城県道55号定義仙台線（2005年5月）

## 地理
現在の生瀬橋から1、2キロの地点で、広瀬川は両岸に山を見上げる隘路を流れる。橋は竜沢という小さな川が広瀬川に合流する付近にある。
川上側の古い橋を北に渡ると、国道48号は右に曲がって東に向かい、仙台市中心部の北側に出る。橋の北詰で左に出る道路は宮城県道55号定義仙台線で、大倉ダムや定義如来に通じる。川下側の新しい橋は、南に渡って交差点に出る。国道48号は直進して東北自動車道の仙台宮城インターチェンジと愛子バイパスに通じる。右折する道は古くからの作並街道に通じる。左折する道は宮城県道37号仙台北環状線で、ぐるりと回って川下の新生瀬橋で広瀬川を渡り、竜沢にそって北上して泉区方面に向かう。北環状線は北岸で国道48号を跨ぎ越し、他の道とも交わらないので、生瀬橋の北から北に向かうためにはまず橋を南に渡らなければならない。

## 自然
2008年度の仙台市と宮城県公衆衛生協会の調査・分析では、生瀬橋での広瀬川の流量は7.6m3/s、平均流速は0.16m/s、BOD平均は0.7mg/L、透視度は60cm以上であった。2011年度のBOD75%値は0.6mg/L、2018年度にも0.6mg/Lであった。

## 歴史
江戸時代の作並街道（関山街道）はこの辺りで広瀬川の北岸に沿って通じ、西の落合橋で南に渡っていた。今の生瀬橋の付近には、18世紀までに「大橋」という名の橋がかかっており、『封内風土記』にその長さ50間、幅1間半（約91メートル、約2.7メートル）とある。
1937年（昭和12年）の道路改修で、街道の橋の位置を東に移すことになり、宮城県が1939年（昭和14年）2月に橋長72.2メートル、幅5.3メートルの4径間の鉄筋コンクリート橋を架けて生瀬橋と名づけた。落合橋は廃止になった。
1977年（昭和52年）に、自動車交通量の増大に対処するため、川下側にもう一本のコンクリート橋が架けられた。古い橋はそのまま残され、あわせて用いられた。この頃までの生瀬橋は、仙台から愛子・作並方面に行くためにはどうしても通らなければならない道で、交通量が多い第一級の要路であり、ボトルネックでもあった。
やがて生瀬橋付近は、東北自動車道、仙台北環状線、愛子バイパスといった新設の道路が集中する道路交通の要点になり、川上には東北自動車道の広瀬川橋、川下には片側2車線ずつの新生瀬橋ができた。その中で生瀬橋と橋が通す道は地位を相対的に低めたが、なおも交通量が多い。
2016年（平成28年）4月1日に生瀬橋を通る国道48号が宮城県管理となる宮城県道31号仙台村田線に変更となった。